# Linkerskopf
Der Linkerskopf ist ein 2459 m ü. NHN hoher Nebengipfel der Rotgundspitze und der höchste Grasberggipfel der Allgäuer Alpen.
Er bildet scheinbar den Abschluss des Birgsauer Tales und bietet im Winter wegen seiner riesigen, glatten Schneeflanke ein besonders anziehendes Bild. Er ist einer der botanisch reichsten Berghänge der Ostalpen.
Der Gletscher-Hahnenfuß ist in den Bayerischen Alpen nur am Linkerskopf anzutreffen.
Der Linkerskopf ist von keiner Seite her leicht erreichbar. Auf ihn führt kein markierter Weg.

## Anstiege
Von der Rappenseehütte
- Schwierigkeit: II+
- Zeitaufwand: 1¼ Stunden
- Ausgangspunkt: Rappenseehütte
- Erstersteiger: unbekannt
- Bemerkung: Alpine Erfahrung, Trittsicherheit und Schwindelfreiheit erforderlich, teilweise ausgesetzt, schlechte Sicherungsmöglichkeiten

Westgrat
- Schwierigkeit: II
- Zeitaufwand: 1½ Stunden
- Ausgangspunkt: Rappenseehütte
- Erstersteiger: unbekannt
- Bemerkung: Alpine Erfahrung, Trittsicherheit und Schwindelfreiheit erforderlich, teilweise ausgesetzt und brüchig.

Nordrücken (Habaum)
- Schwierigkeit: I+
- Zeitaufwand: 4 Stunden
- Ausgangspunkt: Einödsbach
- Erstersteiger: unbekannt
- Bemerkung: Alpine Erfahrung, Trittsicherheit und Schwindelfreiheit erforderlich, teilweise ausgesetzt und brüchig.

## Skitouren
Unter Skibergsteigern gilt der Linkerskopf als eines der schwierigsten Ziele im Allgäu.
Die Abfahrt ist über lange Strecken bis zu 45 Grad steil und nur bei absolut sicheren Schneeverhältnissen und stabilem Schönwetter durchführbar.

## Bilder

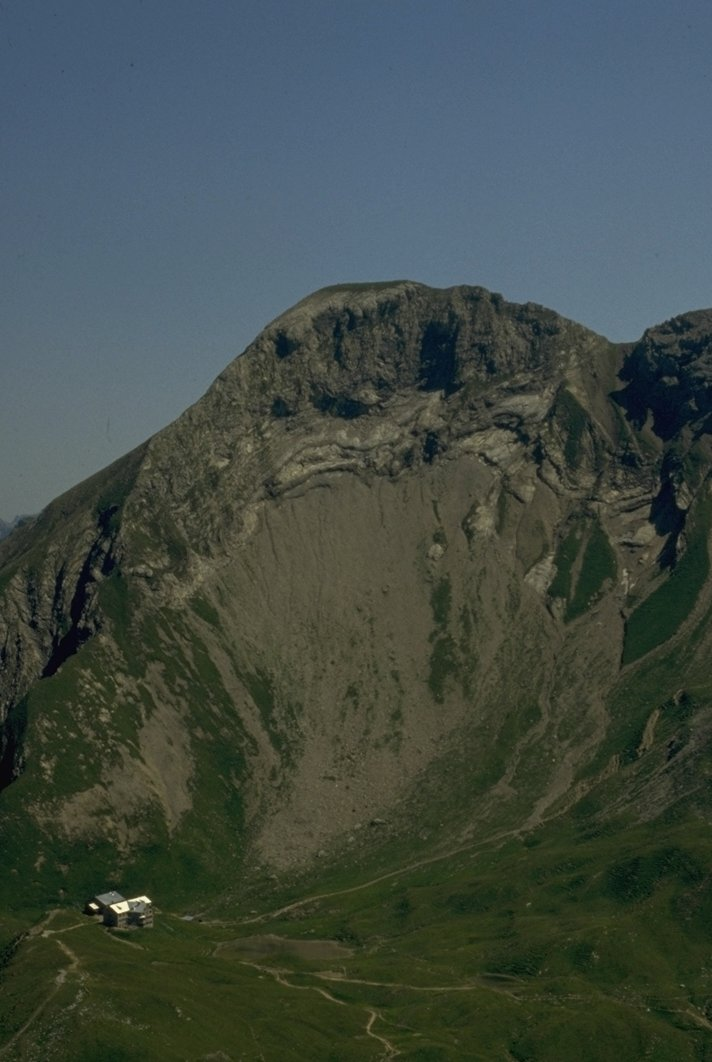
Kopfartiger Gipfelaufbau über der Rappenseehütte
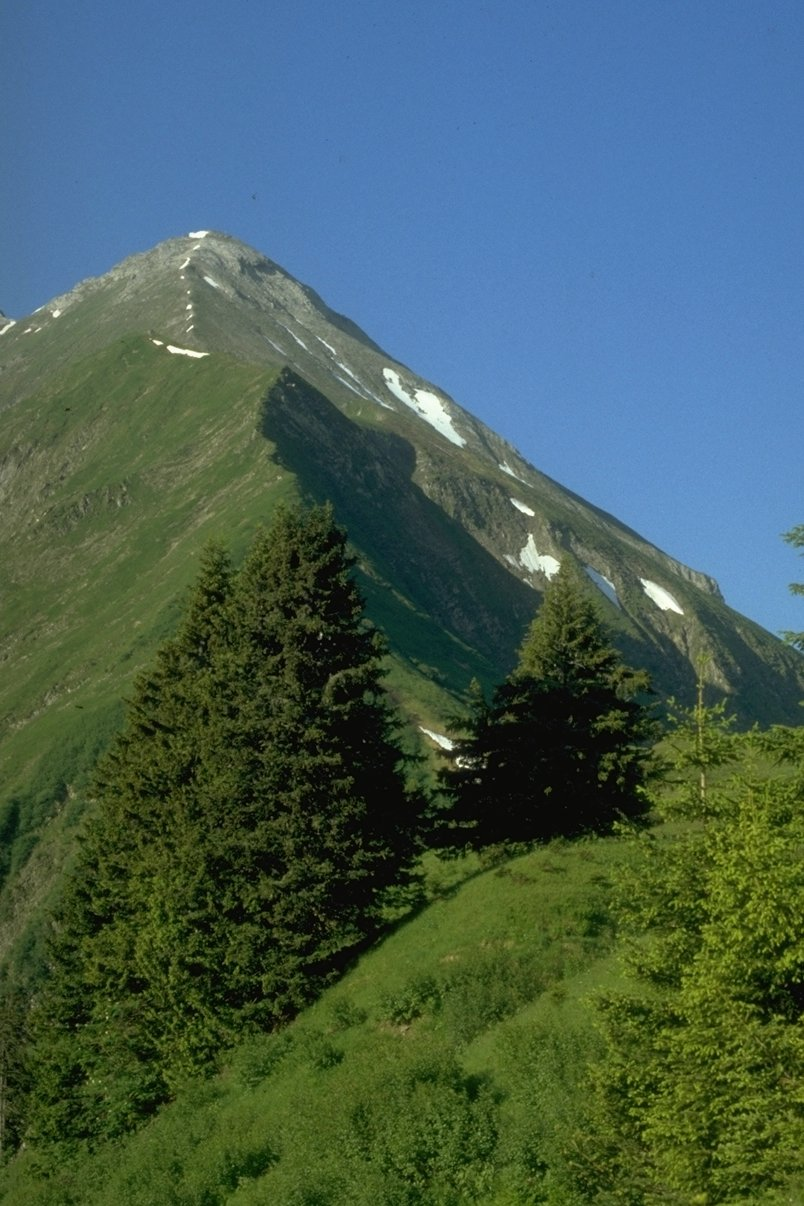
Linkerskopf vom Habaum
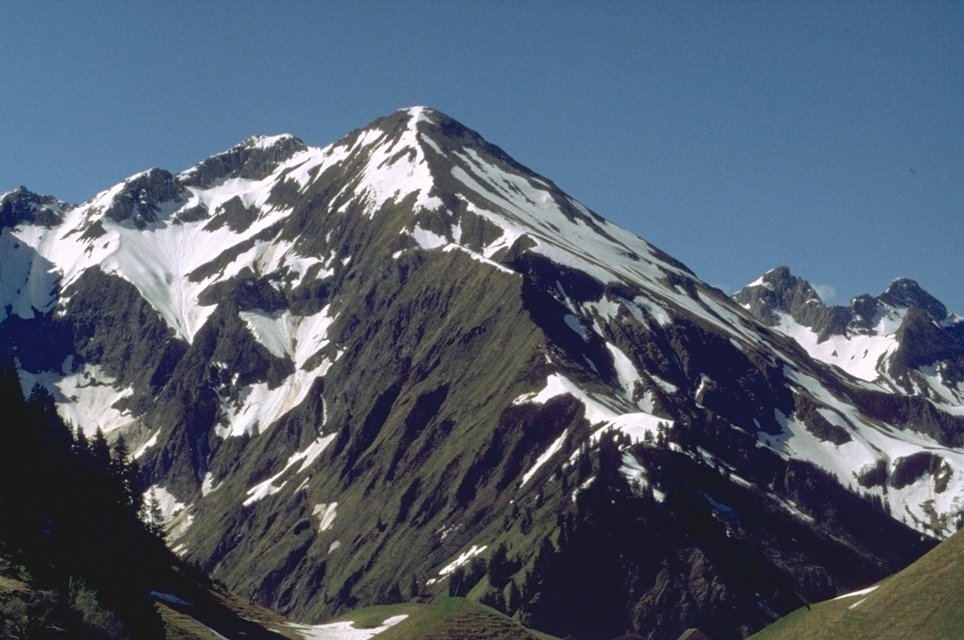
Linkerskopf vom Einödsberg. Ganz rechts der Biberkopf. Links vom Gipfel die Rotgundspitze
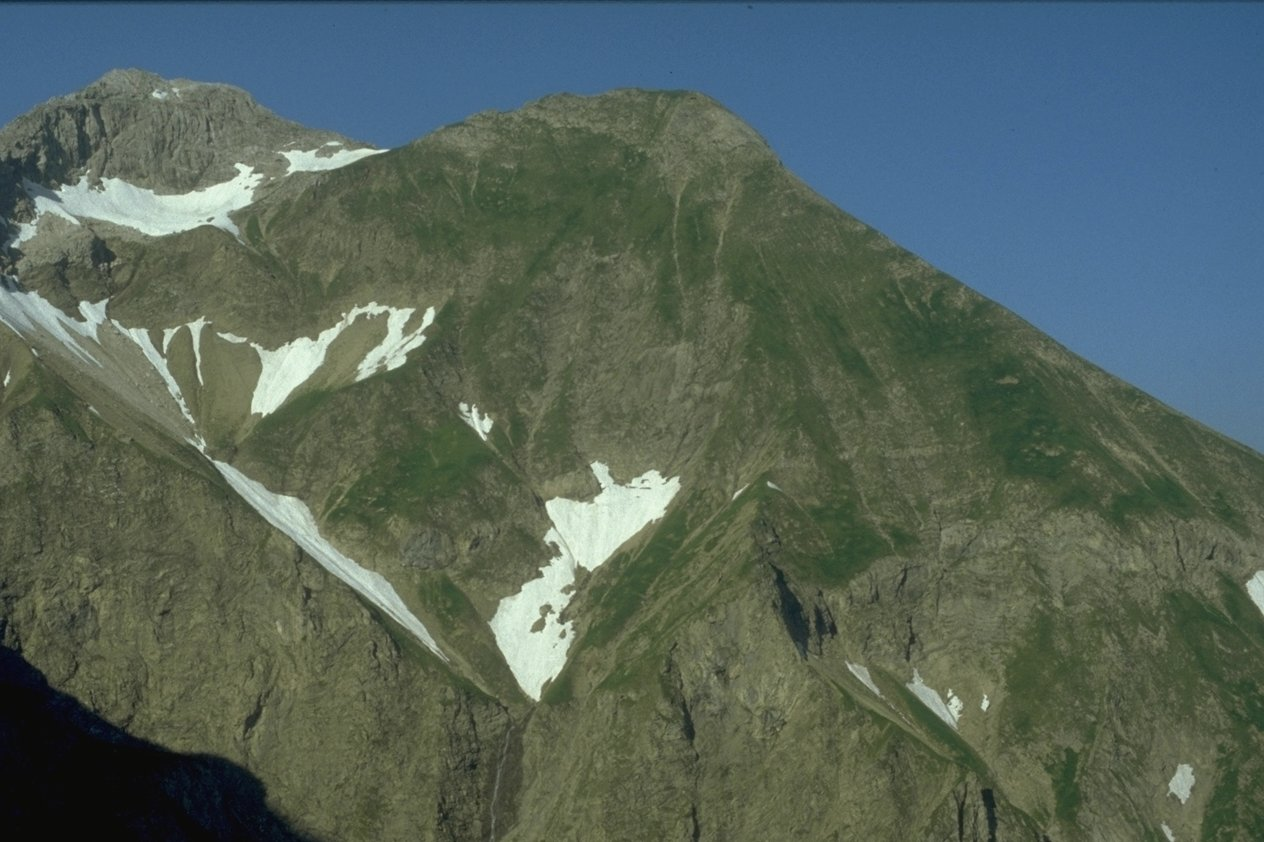
Linkerskopf vom Waltenbergerhaus. Links die Rotgundspitze